# بیرینجی میل‌لی
بیرینجی میل‌لی (ترکی آذربایجانی: Birinci Milli) یک منطقهٔ مسکونی در جمهوری آرتساخ است که در استان شاهومیان واقع شده‌است.